# Hrabstwo Thomas (Nebraska)

Piramida wieku hrabstwa

Hrabstwo Thomas (ang. Thomas County) – hrabstwo w stanie Nebraska w Stanach Zjednoczonych. W roku 2010 liczba mieszkańców wyniosła 647. Stolicą i największym miastem jest Thedford.

## Geografia
Całkowita powierzchnia wynosi 1849 km² z czego woda stanowi 2,6 km² (0,11%) .

### Wioski
- Seneca
- Thedford